# José María Cuevas
José María Cuevas Salvador (Madrid, 29 de junio de 1935-ibidem, 27 de octubre de 2008) fue un empresario español que ostentó la presidencia de la Confederación Española de Organizaciones Empresariales (CEOE), durante 23 años, desde 1984 hasta 2007. Fue una referencia en el mundo sociolaboral español de la última década del siglo XX.

## Biografía
Nacido en Madrid, el 29 de junio de 1935, era hijo de comerciantes que, por problemas políticos, tuvieron que abandonar en 1933 su pueblo, Barruelo de Santullán, en Palencia. Iniciados estudios de Derecho en Valladolid, los acabó en Madrid. Fue diplomado en Alta Dirección de Empresa por el Instituto de Estudios Superiores de la Empresa (IESE) de la Universidad de Navarra. 
Durante su periodo universitario vivió en el Colegio Mayor Santa María de Europa. Fue secretario general del Sindicato Español Universitario (SEU) del Distrito Universitario de Madrid, con Rodolfo Martín Villa como responsable. Posteriormente ocupó el mismo cargo en la Jefatura Nacional del SEU.
Su actividad empresarial estuvo vinculada con el sector del papel. Perteneció al consejo de administración de varias industrias papeleras, como "Pultex Ibérica" o "Papelera del Mediterráneo" y dirigió el Grupo Sarrió. Dentro de su labor en el sector papeleros destaca su implicación, en 1976, en el nacimiento de la Organización de Fabricantes de Pastas de Papel. Además de estos cargos, fue presidente de la constructora Vallehermoso y del Consejo Superior de Cámaras de Comercio.

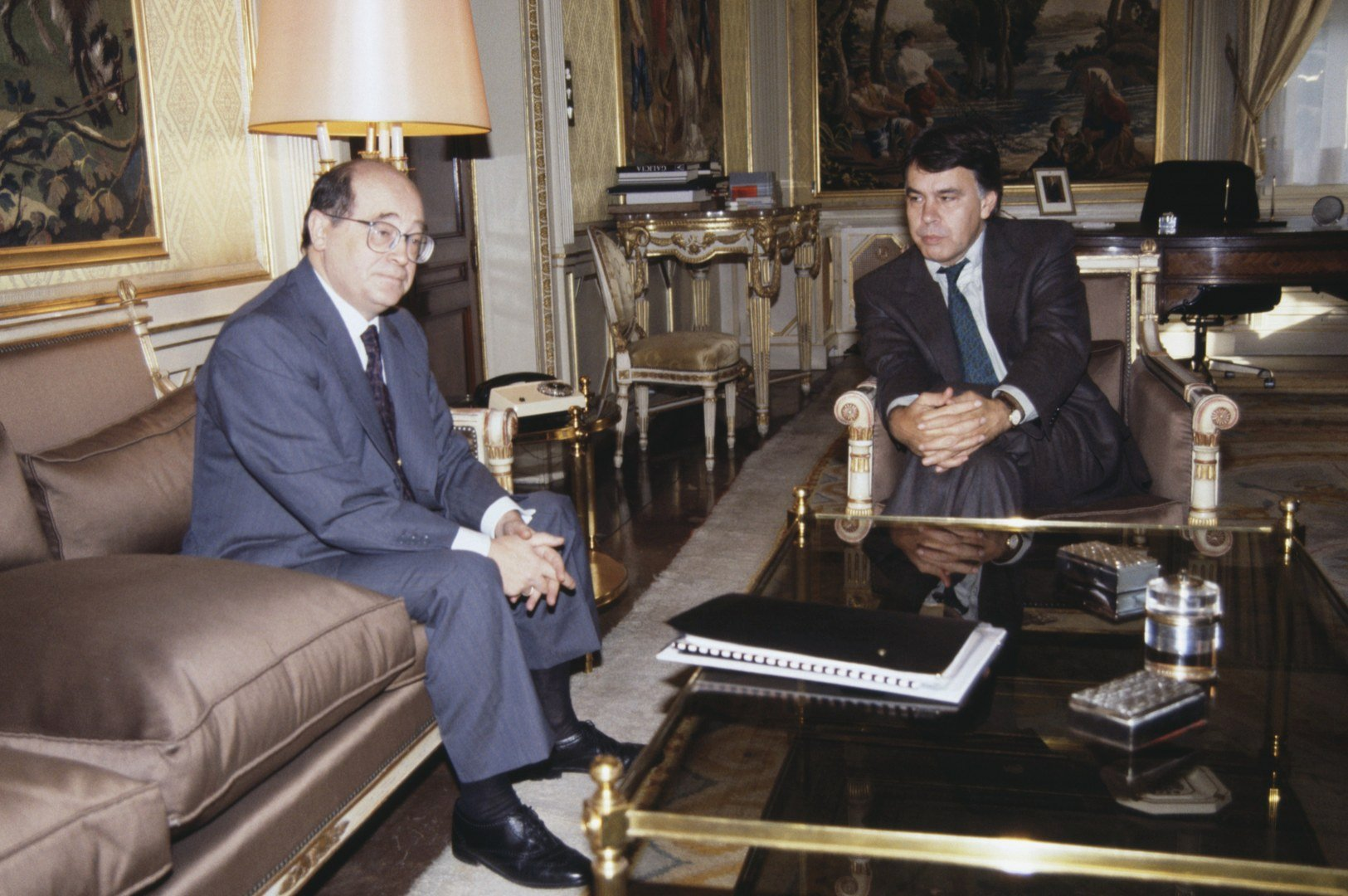
Recibido por Felipe González en La Moncloa (diciembre de 1988)

Participó en la gestación de la CEOE, junto con el que sería su primer presidente, Carlos Ferrer Salat. Ocupó el puesto de secretario general de la CEOE en 1978 y fue el sucesor del Salat en 1984. Ocupó el cargo de presidente hasta el año 2007 donde fue sustituido, con alguna polémica, por Gerardo Díaz Ferrán, el presidente de CEIM (la organización patronal madrileña) y de la Cámara de Comercio de Madrid. Para ello, Cuevas modificó los estatutos de la organización meses antes de la designación de su sustituto, estableciendo que la sucesión en la presidencia de la organización la estableciera los vicepresidentes de la CEOE, y no en una asamblea general como se venía realizando hasta entonces.
En 1977 participó en los pactos de la Moncloa en representación de la patronal.
Falleció en Madrid el 27 de octubre de 2008 a causa de un edema pulmonar.